# Indywidualne Mistrzostwa Europy na Żużlu 2004
Indywidualne Mistrzostwa Europy na Żużlu 2004 – cykl zawodów żużlowych, mających wyłonić najlepszych zawodników indywidualnych mistrzostw Europy w sezonie 2004. W finale zwyciężył Słoweniec Matej Žagar.

## Finał
- Holsted, 29 sierpnia 2004

| Msc. | Zawodnik               | Kraj     | Pkt   |             |  |
| ---- | ---------------------- | -------- | ----- | ----------- |  |
| 1    | Matej Žagar            | Słowenia | 14 +3 | (3,3,2,3,3) |  |
| 2    | Matej Ferjan           | Słowenia | 14 +2 | (3,3,3,2,3) |  |
| 3    | Hans Andersen          | Dania    | 12    | (2,1,3,3,3) |  |
| 4    | Niels Kristian Iversen | Dania    | 11    | (3,2,2,2,2) |  |
| 5    | Jacek Krzyżaniak       | Polska   | 10    | (1,3,1,3,2) |  |
| 6    | Krzysztof Jabłoński    | Polska   | 9     | (2,2,3,1,1) |  |
| 7    | Renat Gafurow          | Rosja    | 8     | (2,w,1,2,3) |  |
| 8    | Janusz Kołodziej       | Polska   | 7     | (2,3,2,u,–) |  |
| 9    | Niklas Klingberg       | Szwecja  | 6     | (3,d,0,3,0) |  |
| 10   | Freddie Eriksson       | Szwecja  | 6     | (1,0,1,2,2) |  |
| 11   | David Ruud             | Szwecja  | 6     | (0,2,1,1,2) |  |
| 12   | Andrzej Huszcza        | Polska   | 5     | (1,d,3,1,0) |  |
| 13   | Morten Risager         | Dania    | 4     | (0,1,2,1,0) |  |
| 14   | Izak Šantej            | Słowenia | 3     | (0,2,0,0,1) |  |
| 15   | Richard Wolff          | Czechy   | 2     | (0,1,0,0,1) |  |
| 16   | rez. Marcin Rempała    | Polska   | 1     | (1)         |  |
| 17   | Joachim Kugelmann      | Niemcy   | 1     | (1,w,0,0,0) |  |
|      | rez. Fritz Wallner     | Austria  | ns    |             |  |